# Bécordel-Bécourt
Bécordel-Bécourt település Franciaországban, Somme megyében. Lakosainak száma 154 fő (2022. január 1.). Bécordel-Bécourt Ovillers-la-Boisselle, Albert, Fricourt és Méaulte községekkel határos. A közelében található a Norfolk-temető, amelyben a környéken az első világháborúban elesett Antant-katonák nyugszanak.

## Népesség
A település népességének változása:
| Lakosok száma | 163  | 162  | 164  | 160  | 158  | 156  | 155  | 153  | 154  |
|               | 2013 | 2015 | 2016 | 2017 | 2018 | 2019 | 2020 | 2021 | 2022 |